# Даниловский (посёлок)
Даниловский — упразднённый посёлок в Доволенском районе Новосибирской области России. На момент упразднения входил в состав Красногривенского сельсовета. Исключен из учётных данных в 1968 году.

## География
Располагался в 9 км к северу-северо-востоку от села Индерь.

## История
Посёлок был основан в 1911 году. В 1928 году состоял из 28 хозяйств. В административном отношении входил в состав Черноводского сельсовета Индерского района Новосибирского округа Сибирского края. С 1954 года в Озёрском сельсовете; в 1961 году передан в Сарыбалыкский (с 1972 года Красногривский) сельсовет.
Решением Новосибирского облисполкома в 1968 году посёлок исключен из учётных данных.

## Население
По переписи 1926 г. в посёлке проживало 144 человека (68 мужчин и 76 женщин), основное население — русские.